# Einfürst (Bogen)
Einfürst ist ein Stadtteil von Bogen im niederbayerischen Landkreis Straubing-Bogen.
Das Dorf liegt circa fünf Kilometer nordöstlich von Bogen.

## Baudenkmäler
Siehe: Liste der Baudenkmäler in Einfürst